# Fernando de Berrío
Fernando de la Hoz Berrío y Oruña (Berja, Almería, 1577-Argel, 1622), fue un explorador y gobernador español en la América Colonial, que comandó más de veinte expediciones a la búsqueda de El Dorado.

## Biografía
De Berrío era hijo del también explorador y gobernador Antonio de Berrío, segoviano, a quien Juan de Austria encomendó el gobierno de las Alpujarras tras la rebelión morisca y de Maria de Oruña, sobrina materna del adelantado y abogado Gonzalo Jiménez de Quesada. Siendo a su vez hermano de Francisco de la Hoz Berrio y Oruña, gobernador de la provincia de Venezuela, y de Antonia Maria de la Hoz Berrio y Oruña.
Los Berrío se trasladaron al Nuevo Mundo en 1580. En Santa Fe de Bogotá, la Real Audiencia reconoció sus derechos sobre la herencia de Gonzalo Jiménez de Quesada y la familia se asentó en Tunja y Chita. De Berrío acompañó a su padre desde joven en diversas expediciones y, como él, buscó afanosamente El Dorado, aventura en la que compitió con Walter Raleigh. 
La búsqueda de El Dorado fue una misión encomendada por Jiménez de Quesada, en parte como contrapartida a su legado. De Berrío continuó la labor de su padre sin éxito, en la misma región que éste había explorado, el macizo de Guayana, en el que comandó más de veinte expediciones, siendo el primer occidental, según algunos, en contemplar el Salto Ángel, la cascada más alta del mundo, con 979 m de altura.
Asimismo, en 1597 recibió al morir su padre la gobernación de la provincia de Guayana, en el extremo oriental de Venezuela, dependiente del Virreinato de Nueva España. En 1598 acomete la refundación de la ciudad de Santo Tomé de Guayana, la actual Ciudad Bolívar, en el estado Bolívar. La exhaustiva búsqueda de El Dorado le provocó fuertes pérdidas económicas, para resarcir las cuales no dudó en permitir el comercio con ingleses y holandeses, especialmente de tabaco, decisión polémica que fue denunciada y el Consejo de Indias decidió proponer al rey la sustitución por el vasco Sancho de Alquiza exgobernador de la provincia de Venezuela.
En 1612 pierde la herencia vital de la Gobernación tras un juicio de residencia que le abrió camino a Diego Palomeque de Acuña asumiendo Alquiza como gobernador interino. Inconforme, De Berrío se fue a España a poner en claro su actuación ante la Corte, lo que logró cuando ya Sancho de Alquiza, cumplido un mandato de dos años, había sido sustituido por Palomeque de Acuña. De manera que para poder reconstituirse de por vida como Gobernador de Guayana, debía aguardar que Palomeque de Acuña cumpliera su período de cuatro años. Eso se propuso de vuelta, pero residenciado en y a la orden del Nuevo Reino de Granada. Palomeque toma posesión el 8 de noviembre de 1615, luego de navegar los ríos Meta y Orinoco. Ya Sánchez de Alquiza hacía dos años que se había ido y dejado como encargado del Gobierno a Antonio de Mújica y Builtron. Palomeque muere después en combate contra las fuerzas invasoras de Raleigh que destruyeron Santo Tomé de Guayana en 1617. El alcalde Juan de Lezama primero y Jerónimo de Grados después, llenaron el vacío del Gobernador Palomeque de Acuña, hasta que De Berrío retornó por su heredad.
Al mando de 44 soldados y tras navegar el Casanare, el Meta y el Orinoco, De Berrío se hizo presente el 11 de marzo de 1619 en la destruida Santo Tomás de Guayana con las credenciales otorgadas por la Real Audiencia de Santa Fe, justo pocos meses después de la decapitación de Raleigh en 1618.
Su primera tarea fue la de emprender la reconstrucción de Santo Tomé por los lados de Chirica, un lugar más defendible y apto para el cultivo del tabaco. Con ese fin comisionó al capitán Jerónimo de Grados y Alonso de Monteros para que reclutaran mano de obra indígena en el río Esequibo, pero con tan mala suerte que fueron capturados por los ingleses por cuya libertad pretendieron cobrar un rescate traducido en unos cuantos quintales de tabaco en rama, renglón agrícola que se daba muy bien en las Misiones y que se comerciaba a través del puerto de Santo Tomás.
De Berrío como pudo reconstruyó la ciudad, reactivó la agricultura, el comercio, y abrigó proyectos de expansión y exploración que personalmente quiso plantear ante el Consejo de Indias al objeto de asegurar recursos humanos y logísticos. De su gobierno destacó el constante esfuerzo por consolidar la hegemonía española en esa parte del Caribe, que le llevó a enfrentarse a otras potencias europeas, a indígenas y a burócratas indianos. Cuando se dirigía a España para intentar obtener los objetivos propuestos fue apresado por piratas berberiscos y llevado a Argel, donde murió de peste en 1622.